# Відкритий український індекс наукового цитування
Відкритий український індекс наукового цитування; англ. Open Ukrainian Citation Index, OUCI — пошукова система і база даних наукових цитувань, які надходять від усіх видань, що використовують сервіс Cited-by від CrossRef та підтримують Ініціативу для відкритих цитувань. Система OUCI покликана спростити пошук наукових публікацій, привернути увагу редакцій до проблеми повноти та якості метаданих українських наукових видань, покращити представлення українських наукових видань у спеціалізованих пошукових системах, дозволити бібліометристам вільно вивчати зв'язки між авторами та документами з різних наукових дисциплін насамперед у галузі суспільних та гуманітарних наук.
Станом на 01 лютого 2025 року пошукова система OUCI містить інформацію про 167 млн публікацій з усього світу, 1891 українських видань з різних наукових дисциплін від 367 видавців та про 648 555 публікації в українських виданнях. Систему розробили фахівці Державної науково-технічної бібліотеки України за дорученням Колегії Міністерства освіти і науки України.

## Принцип роботи
Видавці наукової літератури передають метадані своїх видань до агенції Crossref для реєстрації  Digital Object Identifier, DOI. У Порядку формування Переліку наукових фахових видань України передбачено, що одним із критеріїв включення видання до категорії Б переліку є «присвоєння кожному опублікованому матеріалу міжнародного цифрового ідентифікатора DOI».
Агенція Crossref надає безперешкодний доступ до бази даних метаданих усіх видавців, які не заперечують проти відкриття своїх метаданих. Будь-який видавець, що користується сервісами Crossref, може звернутися до агенції з проханням відкрити його метадані і долучитися до Ініціативи для відкритих цитувань — співпраці між науковими видавництвами, дослідниками та іншими зацікавленими сторонами з метою сприяння необмеженій доступності даних про цитування в науковій літературі.
За допомогою скрипту та інтерфейсу Open Ukrainian Citation Index користувачі можуть проводити пошук наукових публікацій, переглядати цитування документів та метрики.

## Метрики
Пошукова система і база даних наукових цитувань Open Ukrainian Citation Index розраховує метрики на основі відкритих даних бази Crossref (наприклад, H-індекс та i10-індекс журналів). Також, система OUCI пропонує рейтинги українських журналів за кількістю їх публікацій та за кількістю їх цитувань (відповідно до наукових галузей). Метрики OUCI повинні полегшити користувачам пошук релевантної інформації та допомогти авторам з вибором оптимального журналу для представлення результатів наукового дослідження.